# ورویل
ورویل (به فرانسوی: Varaville) یک کمون در فرانسه است که در Canton of Cabourg واقع شده‌است.

## خصوصیات
ورویل ۱۶٫۴۹ کیلومترمربع مساحت و ۷۹۵ نفر جمعیت دارد و ۲۰ متر بالاتر از سطح دریا واقع شده‌است.